# 아리야
아리야(러시아어: Ария)는 1985년 결성된 러시아의 헤비 메탈 그룹이다. 소련 시절 최초의 메탈 그룹은 아니었지만, 주류 미디어에 편입하여 성공을 거둔 그룹 중 하나이다. 여러 음악 투표에서, 러시아 록 밴드 중 인기 순위 상위 10위에 집계된다. 뉴 웨이브 오브 브리티시 헤비 메탈 밴드의 음악과 멜로디가 상당히 비슷해서 러시아의 아이언 메이든이라고 불리기도 한다. 노래의 가사는 러시아 시인 마르가리타 푸시키나, 알렉산드르 옐린이 작사한다.
아리야를 거쳐 간 사람들은 여러 밴드를 만들었다. 1987년 당시 구성원 중 4명은 마스테르라는 밴드로 독립하였다. 보컬 발레리 키펠로프는 2001년 히메라 앨범까지 대부분 앨범의 보컬을 담당했지만, 2002년 아리야를 떠나서 키펠로프로 독립하였다.
람슈타인의 틸 린데만과 리하르트 크루스페는 아리야의 노래 《Штиль》을 번안하였고, 독일어 제목 《Schtiel》로 내놓았다.

## 구성원

### 구성 당시
- 블라디미르 홀스티닌 - 기타
- 알렉산더 르보브 - 드럼
- 발레리 키펠로프 - 보컬
- 알렉산더 그라노프스키 - 바스 기타
- 키릴 포크로프스키 - 키보드
- 이고르 몰차노프 - 제2드럼
- 안드레이 볼샤코프 - 제2기타

### 1986—1987
볼샤코프, 그라노프스키, 몰차노프, 포크로브스키는 마스터라는 밴드로 독립했고 그 자리를 다음 사람이 채웠다.
- 비탈리 더블리닌 - 바스 기타
- 세르게이 마브린 - 기타
- 막심 우달로프 - 드럼

1988년 우달로프가 떠나고 그의 자리는 알렉산더 마니아킨이 채웠다.

### 1990
더블리닌과 마브린이 떠나고 다음 사람이 채웠다.
- 드미트리 고르바티코프 - 기타
- 알렉세이 벌킨 - 바스 기타

1995년 1월 세르게이 테렌티에프가 기타를 담당하게 되었다.

### 2002
2002년 초 발레리 키펠로프와 세르게이 테렌티에프, 알렉산더 마니아킨이 밴드를 떠나고 세르게이 마브린과 함께 키펠로프를 만들었다.
- 막심 우달로프 - 드럼
- 세르게이 포포프 - 기타
- 아터 베르쿠트 - 보컬

### 2006
- 블라디미르 홀스티닌 - 기타, 만돌린
- 비탈리 더블리닌 - 바스 기타, 제2 보컬
- 세르게이 포포프 - 기타
- 아터 베르쿠트 - 보컬, 키보드, 기타
- 막심 우달로프 - 드럼

### 타임라인
- 아터 베르쿠트 (Артур Беркут) - 보컬
- 블라디미르 홀스티닌 (Владимир Холстинин) - 기타
- 세르게이 포포프 (Сергей Попов) - 기타
- 비탈리 두블리닌 (Виталий Дубинин) - 바스 기타
- 막심 우달로프 (Максим Удалов) - 드럼

## 앨범

### 정규 앨범
- 《Мания Величия》 (1985년)
- 《С кем Ты?》 (1986년)
- 《Герой Асфальта》 (1987년)
- 《Игра с Огнём》 (1989년)
- 《Кровь за Кровь》 (1991년)
- 《Ночь Короче Дня》 (1995년)
- 《Генератор Зла》 (1998년)
- 《Химера》 (2001년)
- 《Крещение Огнём》 (2003년)
- 《Армагеддон》 (2006년)

### 라이브 앨범
- 《Сделано в России》 (1995년)
- 《В Поисках Новой Жертвы...》 (2003년)
- 《Живой Огонь》 (2004년)

### 컴필레이션
- 《Авария》 (1997년)
- 《Легенды Русского Рока》 (1997년)
- 《Лучшие песни》 (1999년)
- 《2000 и Одна Ночь》 (1999년)
- 《Потерянный Рай》 (2000년)
- 《Grand Collection》 (2000년)
- 《Штиль》 (2002년)
- 《Легенды Русского Рока 2》 (2003년)
- 《Беспечный Ангел》 (2004년)

### 사운드트랙
- 《Дальнобойщики-2. Саундтрек》 (2000년)

### 트리뷰트 앨범
- 《Tribute to Harley-Davidson》 (1999년)

### 싱글 앨범
- 《Колизей》 (2002년)
- 《Чужой》 (2006년)